# Josephine Butler
Pour les articles homonymes, voir Butler.
Josephine Elizabeth Butler , née Grey le 13 avril 1828 à Milfield dans le comté de Northumberland et morte le 30 décembre 1906 à Wooler (Northumberland), est une militante féministe et réformatrice sociale britannique de l'époque victorienne. Son combat pour les prostituées est un modèle pour les mouvements abolitionnistes européens regroupés en 1902 au sein de la Fédération abolitionniste internationale (FAI).
Elle fonde la FAI en 1875 à Genève dans le cadre de son combat contre la réglementation de la prostitution et de la traite qui y est liée.
Son approche de la colonisation britannique est plus controversée et a pu être présentée comme une forme de « féminisme impérial ».

## Biographie

### Jeunesse et formation
Joséphine est née à Milfield House, Milfield dans le Northumberland, le 13 avril 1828. Elle est le septième enfant et la quatrième fille de John Grey, expert agricole, et d'Hannah Eliza Annett, une descendante de huguenots et une proche des thèses de John Wesley. Son père joua un rôle significatif dans l'émancipation des catholiques et travailla sur la réforme britannique de 1832 (Reform Act 1832). En 1833, il est nommé gérant de terres près de Corbridge et y installe toute sa famille. Il perd une grande partie de ses épargnes lors de la crise de 1857, dans la faillite de la Newcastle Bank. L'oncle paternel de Joséphine est le Premier ministre Charles Grey (2e comte Grey), partisan de l'abolition de l'esclavage,,,,.

### Carrière

#### Féminisme
Très jeune, Joséphine est active dans les mouvements féministes. La mort de sa fille Eva, âgée de six ans, à la suite d'une chute dans l'escalier de la maison familiale, va augmenter son implication dans le militantisme. En 1866, George est nommé directeur du Collège de Liverpool et la famille s'y installe. Joséphine fait campagne pour une amélioration de l'éducation des femmes et en 1867, avec Anne Jemima Clough, future directrice du Newnham College à Cambridge, elle se bat pour la création du North of England Council for Promoting the Higher Education of Women (en) (Conseil du nord de l'Angleterre pour la promotion de l'enseignement supérieur des femmes), dont elle devient directrice. En 1868, elle écrit The Education and Employment of Women (L'éducation et le travail des femmes) un livre dans lequel elle argumente pour l'amélioration de l'éducation et des possibilités d'emplois offertes aux femmes seules. En 1869, elle publie, avec Elizabeth Wolstenholme, Woman's Work and Woman's Culture sur l'éducation des femmes,,,,,,,.
Dans le même temps, et malgré ses sentiments religieux[Lesquels ?], elle s'engage pour améliorer la situation des prostituées. Elle considère que ces femmes sont les victimes de l'oppression masculine et elle s'attaque à ce double standard de la morale sexuelle. C'est ce qu'elle nomme sa « croisade ». Elle travaille sur ce sujet avec notamment Mariane van Hogendorp, féministe néerlandaise,,,.

#### Lois sur les maladies contagieuses

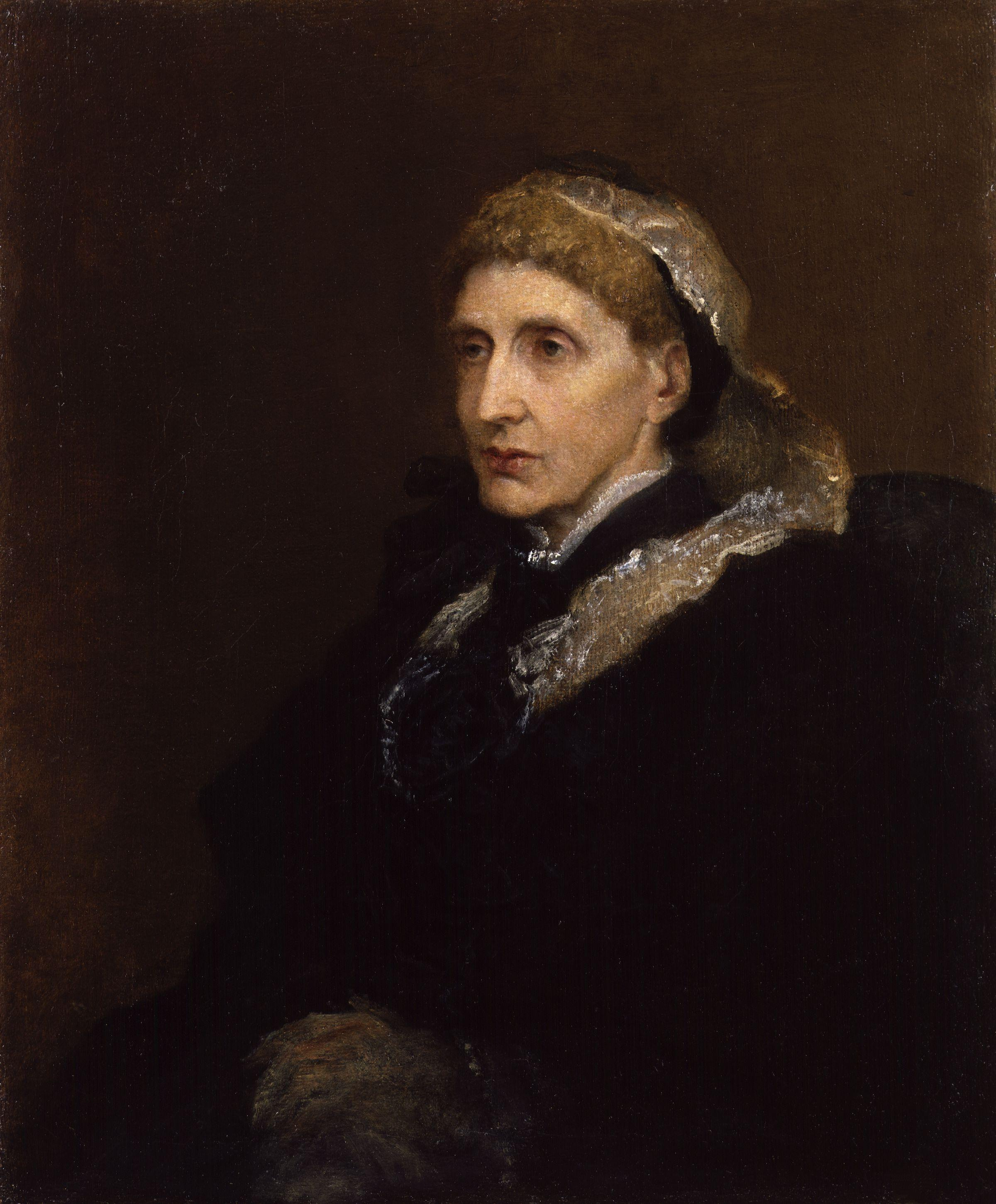
Josephine Elizabeth Butler, par George Frederic Watts, 1894.

Les Contagious Diseases Acts (Lois sur les maladies contagieuses) ont été introduites en Angleterre dans les années 1860 afin que l'État puisse réguler la prostitution et contrôler la diffusion des maladies vénériennes, notamment dans l'Armée britannique et la Royal Navy. Elles donnent le droit aux magistrats d'ordonner des contrôles génitaux des prostituées pour détecter des symptômes de MST et celui d'enfermer les femmes malades à l'hôpital durant trois mois pour y être soignées. Le refus de l'examen est sanctionné par la prison. Une accusation de prostitution par un officier de police est suffisante pour ordonner un examen ; les femmes accusées perdent souvent leur moyen de subsistance et l'une d'elles se suicide,,,,.
Joséphine Butler se lance dans une série de conférences contre les Contagious Diseases Acts à travers le pays. De nombreuses personnes sont choquées qu'une femme puisse parler de sexualité en public, et son mari George est très critiqué pour avoir permis à sa femme de s'impliquer dans cette campagne. La description des procédures qu'elle fait lors des meetings publics (elle les qualifie de « viols chirurgicaux ») est si bouleversante qu'un jour, le surintendant de la West London Methodist Mission (en), Hugh Price Hughes, sort de la salle en larmes,,,,,,.
Les différentes lois s'appliquent à des lieux spécifiques, comme les ports ou les villes de garnison - mais en 1869, l'Association pour l'extension des lois sur les maladies contagieuses milite pour l'application des lois à tout le Royaume-Uni. Ceci souleva l'indignation des chrétiens, féministes et supporters des libertés civiques et entraîna la constitution de deux organismes : Ladies National Association for the Repeal of the Contagious Diseases Acts (en) conduite par Joséphine Butler et The National Association for the Repeal of the Contagious Diseases Acts (« L'Association nationale pour l'abrogation des lois sur les maladies contagieuses »), conduite par des médecins. Le 1er janvier 1870, elle publie un manifeste signé par 250 femmes dans le Daily News pour dénoncer ces lois,,,,,.
Elle met toute son énergie dans la campagne, malgré la diffamation et les agressions physiques. Les lois seront finalement abrogées en 1886,,,.
George et Joséphine s'installent à Winchester en 1882. George y reprend le canonicat de la cathédrale et Joséphine ouvre une nouvelle maison de repos pour femmes,,.

#### Prostitution enfantine et campagnes internationales
En 1885, Joséphine Butler, avec Florence Booth de l'Armée du salut, se lance dans un nouveau combat dirigé par William Thomas Stead, rédacteur en chef de la Pall Mall Gazette. Celui-ci avait publié une série d'articles sous le nom de The Maiden Tribute of Modern Babylon (« Le tribut féminin de la Babylone moderne ») révélant l'étendue de la prostitution enfantine à Londres. Ensemble, ils utilisent le cas d'Eliza Armstrong, la fille de 13 ans d'un ramoneur, achetée 5 £ par la tenancière d'un bordel londonien. Cette campagne permit d'augmenter la majorité sexuelle de 13 à 16 ans au Royaume-Uni,,,,,.
Joséphine Butler est également active dans l'internationalisation de ses combats. Elle voyage en France et en Suisse, où elle est accueillie avec hostilité par les autorités mais avec enthousiasme par les groupes féministes. Ses efforts seront récompensés par l'entrée en campagne d'organisations internationales contre la régulation étatique de la prostitution et le trafic des femmes et des enfants.

#### Inde
SI les lois sur les maladies contagieuses ont été abrogées au Royaume-Uni, la législation équivalente était demeurée en place dans le Raj britannique en Inde, où les prostituées proches des cantonnements britanniques étaient soumises à des examens forcés réguliers . La loi qui les concernait faisait partie des lois sur les cantonnements spéciaux mises en application par le major-général Edward Chapman, qui a émis des ordres permanents pour l'inspection des prostituées, et la fourniture d'« un nombre suffisant de femmes, qui doivent être attrayantes ».
Butler, comparant les filles indiennes à des esclaves, a lancé une nouvelle campagne pour faire abroger la législation. La publication des ordres du major-général Chapman a provoqué ce que Mathers décrit comme "une indignation à travers la Grande-Bretagne" . En juin 1888, la Chambre des communes a adopté une résolution unanime abrogeant la législation, et le gouvernement indien a reçu l'ordre d'annuler les lois. Pour contourner l'ordonnance, le bureau de l'Inde a conseillé au vice-roi de l'Inde d'instaurer une nouvelle législation garantissant un examen pour les prostituées soupçonnées de porter des maladies contagieuses ou leur expulsion du cantonnement,.
Butler, à 62 ans, a estimé qu'elle était trop âgée pour se rendre en Inde, mais deux partisans américains lui ont rendu visite et ont passé quatre mois à constituer un dossier montrant que l'examen obligatoire et le recours à des prostituées mineures - certaines âgées de 11 ans - perduraient. La campagne en Grande-Bretagne a de nouveau poussé à des changements ; Butler a  publié des brochures et écrit aux missionnaires en Inde,,.

#### Positions au sujet de la colonisation britannique
Bien que de nombreux amis de Butler se soient prononcés contre la politique impériale britannique, Butler s'est abstenue de le faire. Elle a écrit qu'en raison des efforts de la Grande-Bretagne en vue de rendre l'esclavage illégal, "[avec] tous ses défauts, du point de vue de Dieu, l'Angleterre est la meilleure et la moins coupable des nations". Pendant la seconde guerre des Boers (1899–1902), Butler publie Native Races and the War (1900), où elle soutient l'action britannique et sa politique impérialiste en Afrique du Sud. Dans le livre, elle a pris une position ferme sur la question du racisme, en écrivant :
«La Grande-Bretagne sera à l'avenir jugée, condamnée ou justifiée, selon son traitement de ces innombrables races colorées, païennes ou partiellement christianisées, sur lesquelles s'étend sa domination... Le préjugé racial est un poison qui devra être chassé si le monde doit toujours être christianisé, et si la Grande-Bretagne doit conserver la place élevée et responsable parmi les nations qui lui a été donnée».
Cependant, pour Antoinette Burton (en), Joséphine Butler instrumentalise le discours anti-esclavagiste dans le but de légitimer la guerre menée par la Grande-Bretagne en Afrique du Sud, en insistant sur la condition misérable des hommes africains soumis à la domination afrikaner. Son militantisme en faveur du droit de vote des femmes dans ce pays se ferait complice des  intérêts impériaux britanniques.

### Vie privée
Le 8 janvier 1852, Joséphine épouse le prêtre anglican George Butler (1819–1890) (en) alors enseignant à Oxford puis vice-principal du Cheltenham College. Ils partagent la même approche évangélique de la chrétienté, un attachement culturel à l'Italie et un engagement pour les réformes libérales. George encourage sa femme dans son travail, même si la notoriété de son épouse s'avère parfois préjudiciable à sa carrière. Ils eurent quatre enfants : George Grey (né en 1852 à Oxford); Arthur Stanley (né en 1854 à Oxford); Charles Augustine Vaughan (né en 1857 à Clifton dans le Gloucestershire) et Evangeline Mary (Eva) (née en 1859),,,,.
Evangeline décède en 1864 en tombant dans les escaliers de la maison. Josephine se consacre alors à aider ceux dont la peine est plus grande que la sienne. Ses visites à l'hospice de Brownlow Hill à Liverpool la conduisent à s'intéresser aux prostituées. Elle fonde une maison de repos et un refuge pour elles.
Après l'abrogation des lois contre les maladies contagieuses en 1886, Joséphine Butler se consacre à son mari malade. George Butler meurt en mars 1890. Elle s'installe alors à Londres mais continue à voyager. Elle écrit la biographie de son époux, Recollections of George Butler (1892), et ses propres mémoires, Personal Reminiscences of a Great Crusade (1896). Durant les dernières années de sa vie, elle devient une sympathisante de la National Union of Suffrage Societies, puis, affaiblie physiquement et insomniaque, elle s'installe dans la propriété de son fils George à Galewood dans le Northumberland, où elle meurt le 30 décembre 1906,,.

## Regards sur son action
Antoinette Burton (en), spécialiste d'études transnationales, souligne la concomitance de l'essor du féminisme au Royaume-Uni et de l'extension de l'Empire britannique. Selon elle, «la campagne de Joséphine Butler au nom des femmes indiennes est un exemple du féminisme impérial en action». Avec d'autres féministes britanniques, Joséphine Butler aurait entretenu l'image d'une «femme indienne impuissante», par opposition à l'image d'une femme britannique active et progressiste. Elle aurait contribué comme d'autres féministes de son temps à la diffusion d'une idéologie colonialiste qui se présentait comme "morale",.
Dolores Martin Moruno, chercheuse en histoire de la médecines humanitaire, parle de l'«impérialisme maternel» de Joséphine Butler qui, s'il contrarie par certains aspects la politique médicale de l'époque, produit une image essentialiste des colonisés.

## Œuvres
Les œuvres suivies d'un numéro ISBN, ont été rééditées sous forme de fac-similé
- The Education and Employment of Women, Londres, Macmillan, 1868, 28 p. (ISBN 9781406561357, lire en ligne),
- Memoir of John Grey of Dilston, Édimbourg, Edmonston and Douglas, 1869, 396 p. (ISBN 9781331251965, lire en ligne),
- Social Purity, Londres, Morgan and Scott, 1879, 48 p. (ISBN 9781406561395)
- The Constitution Violated, Édimbourg, Edmonston and Douglas, 1871, 220 p. (ISBN 9781108020985, lire en ligne),
- The Hour before the Dawn. An Appeal to Men, Londres, Trübner & Co, 1876, 112 p. (OCLC 23930205),
- The life of Jean Frederic Oberlin, pastor of the Ban de la Roche, Londres, Religious Tract Society, 1882, 220 p. (OCLC 1230961777, lire en ligne),
- The Salvation Army in Switzerland, Londres, Dyer Bros, 1883, 304 p. (ISBN 9780469272552),
- Rebecca Jarrett, Londres, Morgan & Scott, 1885, 68 p. (OCLC 40779894, lire en ligne),
- The New Godiva, ?, ?, 1888, 48 p. (ISBN 9781406561388),
- Government by Police, Londres, T. Fisher Unwin, 1888, 64 p. (OCLC 1097501816),
- Recollections of George Butler, Bristol, J.W. Arrowsmith, 1891, 502 p. (ISBN 9780331793789, lire en ligne),
- The Lady of Shunem : papers on Religious Subjects, Londres, Horace Marshall, 1894, 164 p. (ISBN 9780530264585, lire en ligne),
- Catharine of Siena: A Biography, Londres, Dyer, 1895, 368 p. (ISBN 9780530780900, lire en ligne),
- Personal Reminiscences of a Great Crusade, Londres, Horace Marshall, 1896, 428 p. (ISBN 9780260144379, lire en ligne),
- Moralité publique. Une voix dans le désert, éd. bureau du Bulletin continental, Neuchâtel, 1876 lire en ligne sur Gallica
- Souvenirs personnels d'une grande croisade, Fischbacher, 1900
- Native Races and the War, Londres, Gay & Bird, 1900, 165 p. (ISBN 9781406561371, lire en ligne),
- (fr) Souvenirs & Pensées, Saint-Blaise, Foyer Solidariste, 1908, 316 p. (ISBN 9780274227150, lire en ligne),
- Josephine E. Butler: An Autobiographical Memoir, Bristol, J. W. Arrowsmith, 1909, 349 p. (ISBN 9781333656867, lire en ligne),

## Archives
Les archives de Josephine Butler sont déposées et consultables auprès des bibliothèques de l'université Christopher Newport, de l'université de Liverpool et des archives de la Women's Library.

## Hommages et postérité
En 2001, le Borough londonien de Merton érige une Blue plaque au 8, North View, Wimbledon en l'honneur de Josephine Butler.
En 2005, l'université de Durham nomme un de ses collèges universitaires le Josephine Butler College (Durham) (en).

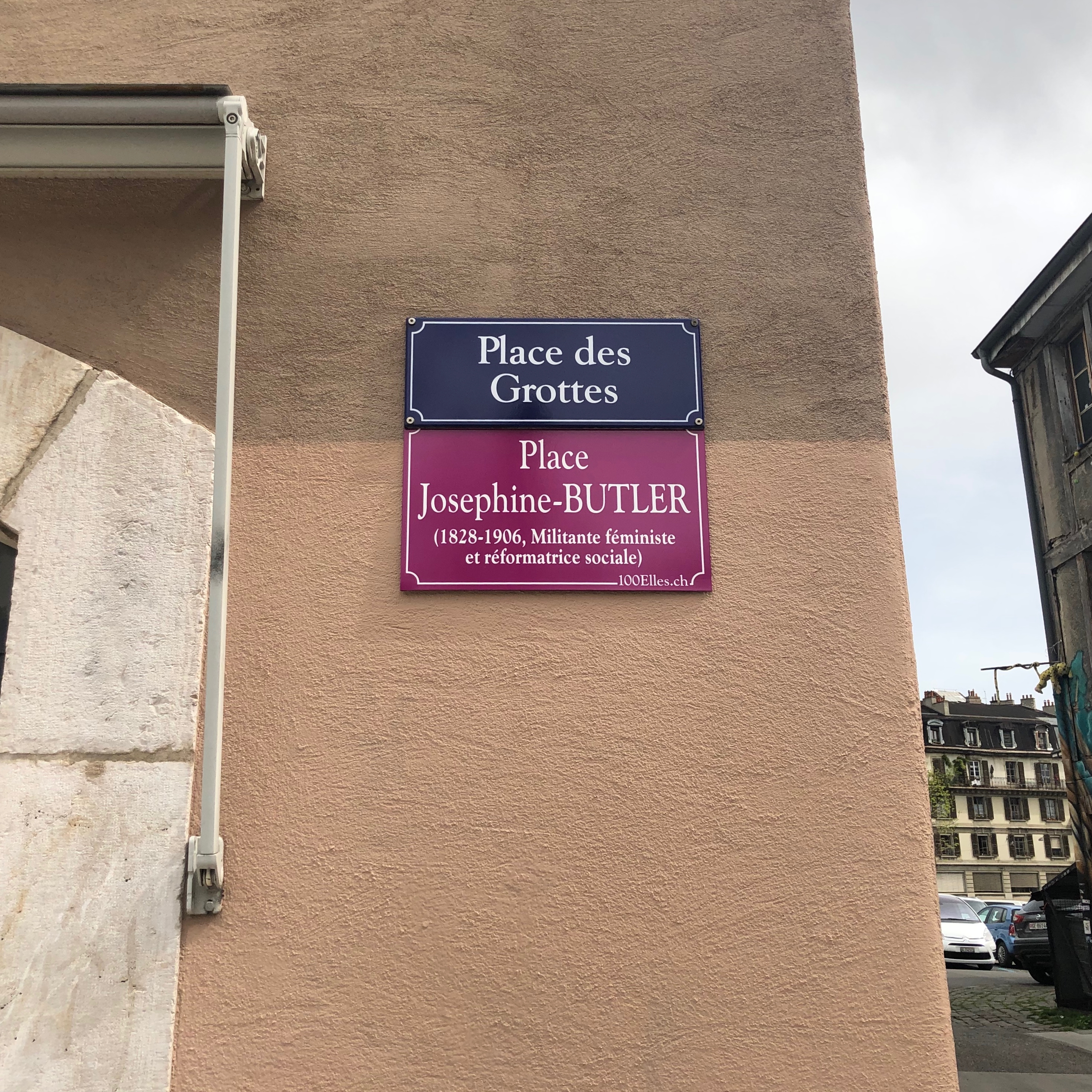
Renommage temporaire.

En 2019, l'association genevoise l'Escouade réalise un renommage temporaire d'une rue à Genève en hommage à Joséphine Butler.

## Pour approfondir

#### Notices dans des encyclopédies et manuels de référence
- (en-US) Elizabeth Longford, Eminent Victorian Women, New York, Alfred A. Knopf, 28 septembre 1981, 259 p. (ISBN 9780394513232, lire en ligne), p. 109-128. ,
- (en-GB) Nancy Boyd, Josephine Butler, Octavia Hill, Florence Nightingale : Three Victorian Women Who Changed Their World, Londres, Palgrave MacMillan, 18 juin 1984, 300 p. (ISBN 9780333376362, lire en ligne), p. 23-92. ,
- (en-US) Margaret Forster, Significant Sisters : The Grassroots of Active Feminism, 1839-1939, New York, Knopf / Random House, 12 février 1985, 359 p. (ISBN 9780394541532, lire en ligne), p. 168-202,
- (en-GB) Paul Barker (dir.) et Pat Thane, Founders Of The Welfare State : a Series from New Society, Hampshire, Gower /  Heinemann Educational Books, 1986, 150 p. (ISBN 9780435820602, lire en ligne), p. 17-23,
- (en-GB) Liz Bellamy, The Changing Role Of Women, Londres, John Murray, 1996, 95 p. (ISBN 9780719551062, lire en ligne), p. 54-57,
- (en-US) Sara Maitland & Wendy Mulford, Virtuous Magic : Women Saints and Their Meanings, New York, Continuum, 1er mai 1998, 385 p. (ISBN 9780826410740, lire en ligne), p. 230-237,
- (en-US) Patricia Ward D'Itri, Cross Currents in the International Women's Movement, 1848-1948, Bowling Green, Ohio, Bowling Green State University, coll. « Popular Press » (no 1), 1er janvier 1999, 269 p. (ISBN 9780879727826, lire en ligne), p. 27-36,
- (en-US) Anne Commire & Deborah Klezmer (dir.), Women in World History : A Biographical Encyclopedia, vol. 3. Brem-Cold, Waterford, Connecticut, Gale Group & Yorkin Publications, 29 septembre 1999, 903 p. (ISBN 9780787640620, lire en ligne), p. 255-258. ,,
- (en-US) Helen Rappaport (dir.), Encyclopedia Of Women Social Reformers, vol. 1: A-L, Santa Barbara, Californie, ABC-CLIO, 6 décembre 2001, 413 p. (ISBN 9781576071014, lire en ligne), p. 119-123. ,
- (en-GB) Leslie Stephen (dir.), Oxford Dictionary National Biography, vol. 9. Burt-Capon, Oxford et New york, Oxford University Press USA, 2004, 660 p. (ISBN 9780198613596, lire en ligne), p. 180-186. ,
- (en-GB) Melanie Phillips, The Ascent of Woman : a History of the Suffragette Movement, Londres, Abacus, 4 novembre 2004, 373 p. (ISBN 9780349116600, lire en ligne), p. 81-95,
- (en-US) David Brown, Through the Eyes of the Saints : A Pilgrimage Through History, New York & Londres, Continuum /  Bloomsbury Academic, 17 avril 2005, 187 p. (ISBN 9780826476401, lire en ligne), p. 143-147,
- (en-US) Timothy Larsen, A People of One Book : The Bible and the Victorians, New York, Oxford University Press, USA, 27 janvier 2011, 331 p. (ISBN 9780199570096, lire en ligne), p. 217-246,

#### Essais et biographies
- (en-GB) Arthur Stanley George Butler, Portrait of Josephine Butler, Londres, Faber and Faber, 1954, 246 p. (OCLC 280421230, lire en ligne),
- (en-US) Glen Petrie, Singular Iniquity : The Campaigns of Josephine Butler, New York, Viking Books, 15 novembre 1971, 330 p. (ISBN 9780670647118, lire en ligne)
- (en) Annemieke Van Drenth & Francisca De Haan, The Rise of Caring Power : Elizabeth Fry and Josephine Butler in Britain and the Netherlands, Amsterdam, Pays-Bas, Amsterdam University Press, 1er juin 2000, 300 p. (ISBN 9789053563854, lire en ligne),
- (en-GB) Millicent Garrett Fawcett et E.M. Turner, Josephine Butler : Her Work and Principles and Their Meaning for the Twentieth Century, Portrayer Publishers, 2002, 164 p. (ISBN 9780954263287),
- (en) Jane Jordan, Josephine Butler, Hambledon Continuum, 2007, 384 p. (ISBN 978-1847250452)
- (en) Rod Garner, Josephine Butler : A Guide to her Life, Faith and Social Action, Darton, Longman & Todd Ltd, 2009, 120 p. (ISBN 978-0232527476)
- (en-GB) Helen Mathers, Josephine Butler : Patron Saint of Prostitutes, Stroud, Gloucestershire, The History Press Ltd, 1er novembre 2014, 280 p. (ISBN 9780752492094, lire en ligne). ,
- (fr) Frédéric Regard, Josephine Butler. Récit d’une croisade féministe (Essai biographique), Les Éditions de Paris/Max Chaleil, 2021, 159 p. (ISBN 978-2846213141)
- (en) Jane Robinson, Josephine Butler : A Very Brief History, SPCK Publishing, 2020, 96 p. (ISBN 9780281080618),

#### Articles
Les articles de JSTOR, sont librement accessibles à la lecture en ligne jusqu'à la concurrence de 99 articles par mois.
- (en-GB) J. Kensit, « The Rejection of Home Rule : A Reply to Mrs Josephine Butler’s “Our Christianity Tested.” », Houses of the Oireachtas,‎ 1er janvier 1887, p. 1-33 (33 pages) (lire en ligne ),
- (en-US) Ray Strachey, « The Centenary of Josephine Butler: An Interview with Dame Millicent Garrett Fawcett », Social Service Review, vol. 2, no 1,‎ mars 1928, p. 1-9 (10 pages) (lire en ligne ),
- (en-US) Jane Addams, « The Importance to America of the Josephine Butler Centenary », Social Service Review, vol. 2, no 1,‎ mars 1928, p. 10-23 (14 pages) (lire en ligne )
- (en-US) Grace Eckley, « Beef to the Heel : Harlotry with Josephine Butler, William T. Stead and James Joyce », Studies in the Novel, vol. 20, no 1,‎ printemps 1988, p. 64-77 (14 pages) (lire en ligne ),
- (en-US) Hilary Cashman, « Singular Iniquities: Josephine Butler and Marietta Higgs », New Blackfriars, vol. 71, no 834,‎ janvier 1990, p. 26-32 (7 pages) (lire en ligne ),
- (en-US) Kathleen Barry, « Josephine Butler: The First Wave of Protest », The Prostitution of Sexuality,‎ 1995, p. 91-121 (31 pages) (lire en ligne ). ,
- (en-US) Janet L. Larson, « Josephine Butler's "Catharine of Siena": Writing (Auto)Biography as a Feminist Spiritual Practice », Christianity and Literature, vol. 48, no 4,‎ été 1999, p. 445-471 (27 pages) (lire en ligne ),
- (en-GB) Anne Summers, « "The Constitution Violated": The Female Body and the Female Subject in the Campaigns of Josephine Butler », History Workshop Journal, no 48,‎ automne 1999, p. 1-15 (15 pages) (lire en ligne ).
- (en-US) Janet L. Larson, « Praying Bodies, Spectacular Martyrs, and the Virile Sisterhood: "Salutary and Useful Confusions" in Josephine Butler's "Catharine of Siena" », Christianity and Literature, vol. 49, no 1,‎ automne 1999, p. 3-34 (32 pages) (lire en ligne ),
- (en-GB) Christine Counsell, « Looking through a Josephine-Butler-shaped window: focusing pupils' thinking on historical significance », Teaching History, no 114,‎ mars 2004, p. 30-33 (4 pages) (lire en ligne ),
- (en-GB) Anne Summers, « Which Women? What Europe? Josephine Butler and the International Abolitionist Federation », History Workshop Journal, no 62,‎ automne 2006, p. 214-231 (18 pages) (lire en ligne ).
- (en-US) Chieko Ishikawa, « A Body Politic of Women's Own: Josephine Butler, Social Purity, and National Identity », Victorian Review, vol. 41, no 1,‎ printemps 2015, p. 107-123 (17 pages) (lire en ligne ). ,
- (en-US) Rebecca Styler, « Josephine Butler, Esoteric Christianity and the Biblical Motherhood of God », Religion & Literature, vol. 49, no 2,‎ été 2017, p. 93-122 (30 pages) (lire en ligne )